# Vitsandsfrötangara
Vitsandsfrötangara (Sporophila fringilloides) är en fågel i familjen tangaror inom ordningen tättingar.

## Utseende och läte
Vitsandsfrötangaran är en stor finkliknande fågel med tjock vit näbb. Hanen är svart ovan och vit under med vitt halsband. Honan är mestadels mörkbrun med vitaktig buk. Sången består av en rad olika högljudda och snabba serier med melodiska toner, "ne-ne-ne, te-te-te, ge-ge-ge, jii-jii-jii, tué tué tué...".

## Utbredning och systematik
Fågeln förekommer från östra Colombia till södra Venezuela och nordvästra Amazonområdet i Brasilien. Fågeln placerades tidigare som ensam art i släktet Dolospingus men DNA-studier visar att det släktet är inbäddat i Sporophila.

### Familjetillhörighet
Liksom andra finkliknande tangaror placerades denna art tidigare i familjen Emberizidae. Genetiska studier visar dock att den är en del av tangarorna.

## Levnadssätt
Vitsandsfrötangara hittas i buskrika vitsandsskogar och gräsrik savann.

## Status
Arten har ett stort utbredningsområde och beståndet anses stabilt. Internationella naturvårdsunionen IUCN listar den därför som livskraftig (LC).

## Namn
Det svenska fågelnamnet syftar på vitsandsskog, skog som växer på näringsfattiga sand- och lerjordar och som bland annat finns i Amazonasbäckenet i Peru, Colombia och Brasilien.